# Charmoise
La charmoise est une race ovine de petit format sélectionnée au milieu du XIXe siècle par l'agronome-éleveur Édouard Malingié.

## Origine
La charmoise est une race ovine issue de croisements suivis de métissage entre d'une part des brebis elles-mêmes issues de croisements entre des races rustiques françaises (berrichon, mérinos, tourangeau, solognote) avec, d'autre part, des béliers de la race anglaise améliorée Romney-Marsh appelée New Kent en France.

Cette race tire son nom de la ferme de la Charmoise près de Pontlevoy dans le Loir-et-Cher, 
où elle a été sélectionnée entre 1838 et 1852 par un agronome et éleveur, Édouard Malingié.

## Standard

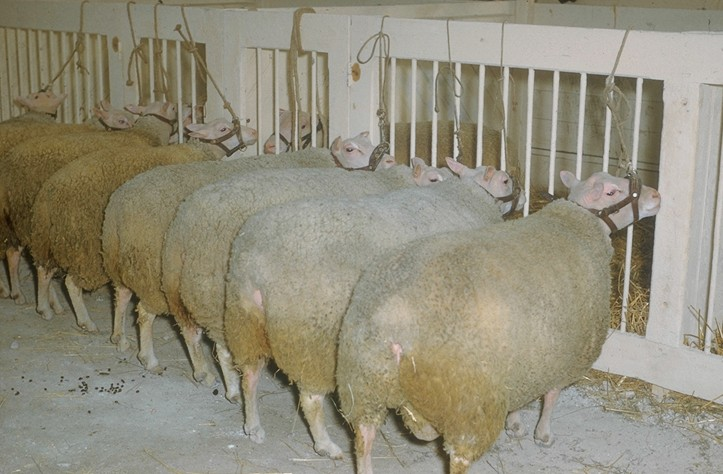
Ovins de la race de La Charmoise

- Tête : petite, blanche ou rosée. Profil droit. Yeux et orbites très saillants. Oreilles petites, minces, droites, mobiles.
- Corps : poitrine ample, dos horizontal, croupe large.
- Gigot : nettement rebondi et bien descendu
- Membres: courts, fins
- Laine : blanche, fine, tassée et à mèches courtes, laissant la tête et les jambes dénudées
- Poids : bélier de 80 à 90 kg, brebis de 55 à 70 kg
- Taille : petite : bélier 70 cm ; brebis 65 cm

## Zones géographiques d'élevage

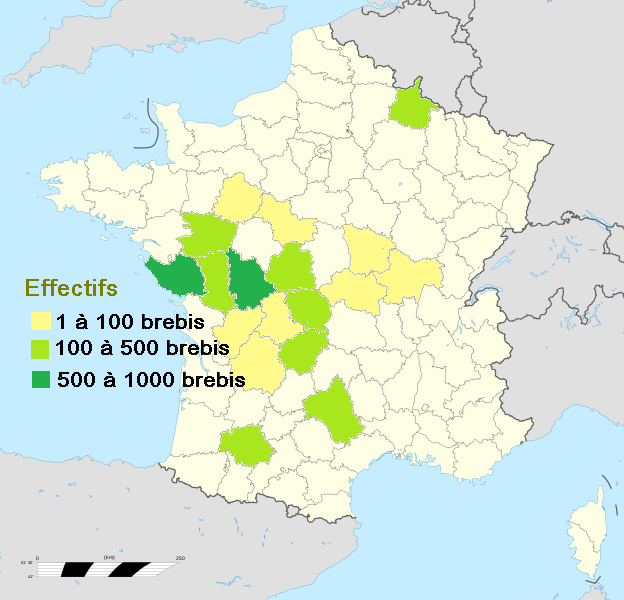
Effectifs des brebis en contrôle des performances par département en 2009

La charmoise est surtout implantée dans le Centre-Ouest de la France, principalement dans la Vienne, Deux-Sèvres et Vendée. Elle est aussi disséminée dans d'autres départements du Centre et du Sud-Ouest, elle est présente dans les Ardennes.

C'est une race très appréciée à l'étranger, la première race française à avoir été introduite en Grande-Bretagne où elle bénéficie d'une association d'éleveurs dynamique.

## Population
Ses effectifs ont considérablement décliné au profit de races de plus grand format, de 645 000 au total en 1963, où elle était la 3e race nationale en effectif après la Lacaune et les Caussenards, ils seraient aujourd'hui de l'ordre de 20 000 brebis (estimation du Bureau des Ressources Génétiques). La charmoise est inscrite à la liste des races bénéficiant des « mesures agro-environnementales » au titre de la protection des races menacées de disparition (PRM).

## Aptitudes

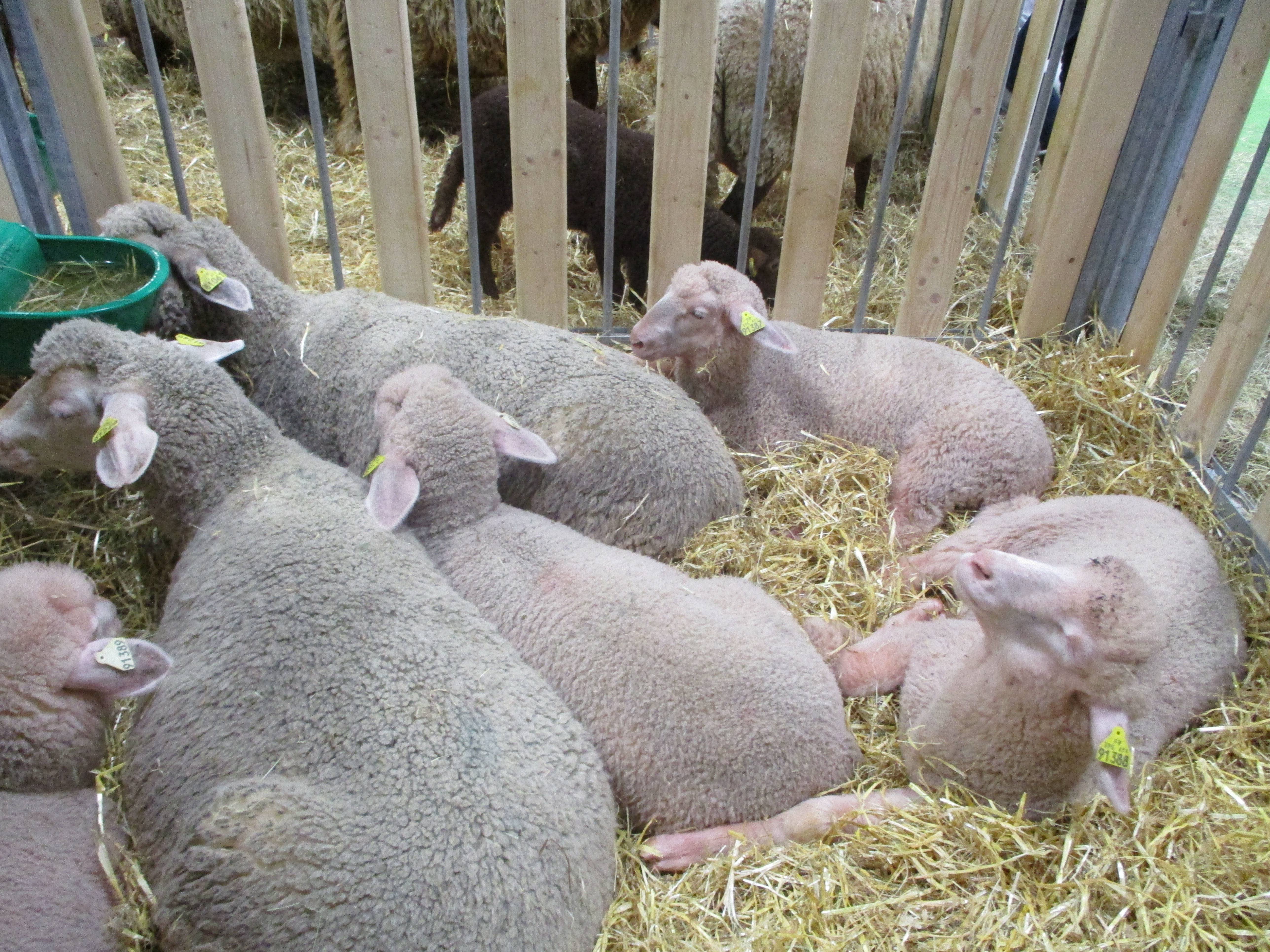
Brebis et agneaux.

La charmoise est une race ovine de petit format dotée à la fois d'une excellente conformation bouchère et d'une très bonne rusticité, elle est qualifiée pour cela par les tenants de la race de « la plus rustique des races améliorées et la plus améliorée des races rustiques » comme la désignait Guy de Boisgrollier, autre grand nom associé à l'histoire de la race et promoteur de l'élevage de plein air dans le Montmorillonais.
Il s'agit en effet d'une race très résistante à la sécheresse et très bien adaptée aux conditions d'élevage en plein air avec agnelage sous abri. On retrouve donc des charmoises dans des zones herbagères de qualité médiocre avec une conduite extensive.
 C’est une race à croissance lente, donc très bien adaptée à la production d’agneaux d’herbe pour une commercialisation possible au quatrième trimestre sous la forme d’agneaux de report, avec une bonne aptitude au désaisonnement naturel, qui permet de porter sa production à trois agnelages en deux ans, avec alors une productivité annelle de 1,3 à 1,4 agneau par brebis.

### Résultats du contrôle des performances
- La prolificité est faible (110 % en œstrus naturel, 120 % en œstrus induit mais l'induction de l'œstrus y est rarement pratiquée). Qualifiée parfois de « race à l'enfant unique », elle bénéficie en contrepartie d'un faible taux de mortalité après la naissance, d'une très bonne facilité d'agnelage (finesse de l'ossature) et en conséquence d'une simplification de la conduite en temps de travail[2].
- Le désaisonnement[11] est bon avec la possibilité d'agnelages en septembre même si la conduite dominante d'élevage ou de finition à l'herbe s'accompagne d'agnelages en hiver ou au printemps comme le montre la distribution annuelle des agnelages.

- Le gain moyen quotidien des agneaux entre 30 et 70 jours a été de 291 g avec un écart-type de 76 g, sur 436 agneaux mâles simples contrôlés, en élevages de sélection, en 2009.
- Le poids à âge type de 30 jours (PAT 30 j) qui donne une indication du potentiel laitier des mères est présenté dans le tableau qui suit.

|            | simples  | simples | doubles  | doubles | triples et plus |
| mâles      | femelles | mâles   | femelles |         | triples et plus |
| ---------- | -------- | ------- | -------- | ------- | --------------- |
| moyenne    | 11,1     | 10,7    | 9,7      | 8,9     |                 |
| effectif   | 1 120    | 1 267   | 208      | 237     |                 |
| écart-type | 2,2      | 1,9     | 2,9      | 2,1     |                 |

- La carcasse est caractérisée par une ossature fine avec un très bon développement musculaire (l'un des meilleurs qui soient : le rendement de carcasse est supérieur à 50 % du poids vif pour un poids de carcasse de 16 à 18 kilos)[10] et une adiposité faible (peu de déchets).

Toutes ces caractéristiques bien mises en valeur, en sus des qualités d'élevage, devraient constituer un facteur de maintien voire de reprise de l'élevage de cette race.